# Сус – Маса (парк)
Национален парк Сус-Масса (на френски: Parc National de Souss-Massa) е национален парк в Мароко, намиращ се на площ от 33 800 хектара на брега на Атлантическия океан.
Създаден е през 1991 година и е сред 10-те национални парка в Мароко. Разположен е между Агадир на север и Сиди Ифни на юг с център в точката 9°40'W 30°5'N. Естуарът на река Сус формира северната граница на парка, а този на река Масса се намира близо до южния му край. Територия от още 30 000 хектара край Аглу, на юг от парка също е причислена към националния парк, тъй като понякога служи за зона на подхранване на плешивия ибис. Хабитатът представлява комбинация от степ, дюни, крайбрежие и блата. Почвата е основно песъчлива с отделни скалисти участъци.

## Фауна
Паркът е основно значим от гледна точка опазването на видовете с това, че съдържа местообитанията на три от четирите марокански колонии на плешивия ибис (Geronticus eremita). Заедно с четвъртото местообитание, близо до Тамри, в парка живее 95% от световната дива популация на този застрашен от изчезване птичи вид. Колониите от ибиси и местата им за почивка се намират на крайбрежните скали в националния парк, а крайбрежните степи и полета служат като източник на храна.
Паркът разполага с екопътека край река Сус и с посетителски център край река Масса.
Река Масса задържа вода целогодишно, благодарение на което мястото се обитава и от мраморни патици (Marmaronetta angustirostris), застрашен от изчезване в световен план вид. Това е единственото известно място в Мароко, където се размножават блестящи ибиси (Plegadis falcinellus). Двата речни естуара са важни места по пътя на миграцията на птиците. Средиземноморски чайки (Ichthyaetus audouinii) и лопатарки (Platalea leucorodia) зимуват в парка. Други птичи видове, за които се знае, че гнездят в парка, са червеногушият козодой (Caprimulgus ruficollis), видовете Rhamphocoris clotbey, Sylvia deserticola и Phoenicurus moussieri.
Сус-Масса поддържа и програми за отглеждане в изкуствени условия на четири застрашени северноафрикански копитни животни като саблерогия ориск (Oryx dammah), адакса (Addax nasomaculatus), сахарската газела (Nanger dama) и газелата доркас (Gazella dorcas), които биват държани разделени едни от други в различни части на парка. В ход е и програма за реинтродуциране на щраусите, които са изчезнал вид на север от Сахара.

## Заплахи
Паркът е застрашен от увеличаващия се натиск от растящото население на страната и повишеното строителство на летни вили около Аглу. Спряно е строителството на мащабен хотел, планиран да заеме крайбрежието на Тифнит, територия, на която се извършва подхранването на плешивия ибис.>

## Международно сътрудничество
Национален парк Сус-Масса си сътрудничи с Националния парк Теиде (Тенерифе, Испания), откъдето получава техническа подкрепа.